# Temporada 2006 del Campeonato Mundial de Superbikes
La Temporada 2006 del Campeonato Mundial de Superbikes fue la decimonovena temporada del Campeonato Mundial de Superbikes FIM. La temporada comenzó el 25 de febrero en Losail y terminó el 8 de octubre en Magny-Cours después de 12 rondas y 24 carreras. El calendario original de la temporada emitido por la FIM incluía una 13.ª ronda programada en Sudáfrica el 22 de octubre, pero la ronda fue cancelada a petición del promotor del campeonato FGSport.
En 2006 se produjo el regreso del australiano Troy Bayliss al Campeonato del Mundo de Superbikes después de 3 años en MotoGP. La combinación de Bayliss y Ducati resultó imparable y dominaron la temporada ganando 12 carreras, 8 de ellas consecutivas. James Toseland de Honda y Noriyuki Haga de Yamaha pelearon por el segundo lugar con el piloto británico terminando delante. El campeón defensor Troy Corser en una Suzuki fue cuarto. El campeonato de constructores fue ganado por Ducati. 

## Pilotos y equipos
| Equipo                                      | Constructor | Moto               | N.º | Piloto               | Rondas          |
| ------------------------------------------- | ----------- | ------------------ | --- | -------------------- | --------------- |
| Alstare Suzuki Corona Extra                 | Suzuki      | Suzuki GSXR1000 K6 | 1   | Troy Corser          | All             |
| Alstare Suzuki Corona Extra                 | Suzuki      | Suzuki GSXR1000 K6 | 71  | Yukio Kagayama       | All             |
| Yamaha Motor France–Ipone                   | Yamaha      | Yamaha YZF-R1      | 3   | Norifumi Abe         | All             |
| Yamaha Motor France–Ipone                   | Yamaha      | Yamaha YZF-R1      | 16  | Sébastien Gimbert    | 1–2, 4–9, 11–12 |
| Yamaha Motor France–Ipone                   | Yamaha      | Yamaha YZF-R1      | 61  | Lorenzo Alfonsi      | 3               |
| Klaffi Honda                                | Honda       | Honda CBR1000RR    | 4   | Alex Barros          | All             |
| D.F.X. Treme                                | Honda       | Honda CBR1000RR    | 7   | Pierfrancesco Chili  | 1–2, 6–12       |
| D.F.X. Treme                                | Honda       | Honda CBR1000RR    | 69  | Gianluca Nannelli    | 3–6             |
| D.F.X. Treme                                | Honda       | Honda CBR1000RR    | 84  | Michel Fabrizio      | All             |
| Team Pedercini                              | Ducati      | Ducati 999 RS      | 8   | Ivan Clementi        | All             |
| Team Pedercini                              | Ducati      | Ducati 999 RS      | 19  | Lucio Pedercini      | 1–3             |
| Team Pedercini                              | Ducati      | Ducati 999 RS      | 76  | Max Neukirchner      | 1–6             |
| Team Pedercini                              | Ducati      | Ducati 999 RS      | 80  | Kurtis Roberts       | 8–12            |
| Team Pedercini                              | Ducati      | Ducati 999 RS      | 91  | Paweł Szkopek        | 7               |
| PSG-1 Kawasaki Corse                        | Kawasaki    | Kawasaki ZX10R     | 9   | Chris Walker         | All             |
| PSG-1 Kawasaki Corse                        | Kawasaki    | Kawasaki ZX10R     | 55  | Régis Laconi         | All             |
| PSG-1 Kawasaki Corse 2                      | Kawasaki    | Kawasaki ZX10R     | 10  | Fonsi Nieto          | All             |
| Sterilgarda – Berik                         | Ducati      | Ducati 999 F05     | 11  | Rubén Xaus           | All             |
| Sterilgarda – Berik                         | Ducati      | Ducati 999 F05     | 13  | Vittorio Iannuzzo    | 12              |
| Sterilgarda – Berik                         | Ducati      | Ducati 999 F05     | 20  | Marco Borciani       | 1–11            |
| Emmebi Team                                 | Honda       | Honda CBR1000RR    | 12  | Ivan Goi             | 11–12           |
| Celani Team Suzuki Italia                   | Suzuki      | Suzuki GSXR1000 K6 | 13  | Vittorio Iannuzzo    | 1–11            |
| Alstare Eng. Corona Extra                   | Suzuki      | Suzuki GSXR1000 K6 | 15  | Fabien Foret         | 1–7             |
| Alstare Eng. Corona Extra                   | Suzuki      | Suzuki GSXR1000 K6 | 76  | Max Neukirchner      | 9–12            |
| Foggy Petronas Racing                       | Petronas    | Petronas FP1       | 18  | Craig Jones          | All             |
| Foggy Petronas Racing                       | Petronas    | Petronas FP1       | 99  | Steve Martin         | All             |
| Ducati Xerox                                | Ducati      | Ducati 999 F06     | 21  | Troy Bayliss         | All             |
| Ducati Xerox                                | Ducati      | Ducati 999 F06     | 57  | Lorenzo Lanzi        | All             |
| Prorace                                     | Suzuki      | Suzuki GSXR1000 K6 | 22  | Miloš Čihák          | 7               |
| SBK Team JM                                 | Ducati      | Ducati 999 RS      | 23  | Jiří Mrkývka         | 7               |
| Kawasaki Bertocchi                          | Kawasaki    | Kawasaki ZX10R     | 25  | Josh Brookes         | 5–12            |
| Kawasaki Bertocchi                          | Kawasaki    | Kawasaki ZX10R     | 116 | Franco Battaini      | 1–4             |
| Kawasaki Docshop Racing                     | Kawasaki    | Kawasaki ZX10R     | 26  | Stefan Nebel         | 10              |
| Coronas Suzuki Motorrad                     | Suzuki      | Suzuki GSXR1000 K6 | 27  | Anthony Gobert       | 3               |
| Coronas Suzuki Motorrad                     | Suzuki      | Suzuki GSXR1000 K6 | 35  | Sergio Fuertes       | 3               |
| Spring Ducati                               | Ducati      | Ducati 999 RS      | 28  | Lorenzo Mauri        | 4               |
| Winston Ten Kate Honda                      | Honda       | Honda CBR1000RR    | 31  | Karl Muggeridge      | 1–2, 4–12       |
| Winston Ten Kate Honda                      | Honda       | Honda CBR1000RR    | 52  | James Toseland       | All             |
| Winston Ten Kate Honda                      | Honda       | Honda CBR1000RR    | 200 | Giovanni Bussei      | 3               |
| Honda BQR                                   | Honda       | Honda CBR1000RR    | 32  | Javier del Amor      | 3               |
| Honda BQR                                   | Honda       | Honda CBR1000RR    | 33  | José David de Gea    | 3               |
| Yamaha Factory                              | Yamaha      | Yamaha YZF-R1      | 34  | Josep Monge          | 3               |
| Pro-SBK Racing Yamaha Junior Pro-SBK Racing | Yamaha      | Yamaha YZF-R1      | 36  | Jiří Dražďák         | 7, 10, 12       |
| Jafferson Racing                            | Yamaha      | Yamaha YZF-R1      | 37  | Marek Svoboda        | 7               |
| Yamaha Motor France–Ipone 2                 | Yamaha      | Yamaha YZF-R1      | 38  | Shinichi Nakatomi    | All             |
| Berten Racing                               | Yamaha      | Yamaha YZF-R1      | 39  | Berto Camlek         | 7               |
| Yamaha Motor Italia WSB                     | Yamaha      | Yamaha YZF-R1      | 41  | Noriyuki Haga        | All             |
| Yamaha Motor Italia WSB                     | Yamaha      | Yamaha YZF-R1      | 88  | Andrew Pitt          | All             |
| Ducati SC – Caracchi                        | Ducati      | Ducati 999 F05     | 44  | Roberto Rolfo        | All             |
| Team Guandalini                             | Ducati      | Ducati 999 RS      | 66  | Norino Brignola      | 3–4, 6, 11      |
| Virgin Mobile Yamaha                        | Yamaha      | Yamaha YZF-R1      | 81  | Tommy Hill           | 5, 8            |
| MGM – TTSL Racing                           | Yamaha      | Yamaha YZF-R1      | 83  | Didier Van Keymeulen | 10              |
| PN Corse                                    | Ducati      | Ducati 999 RS      | 85  | Valter Bartolini     | 11              |
| PN Corse                                    | Ducati      | Ducati 999 RS      | 105 | Lorenzo Alfonsi      | 4, 6            |
| D'Antin MotoGP                              | Yamaha      | Yamaha YZF-R1      | 95  | Talal Al Naimi       | 1               |
| Motoport Den Bosch – Suzuki                 | Suzuki      | Suzuki GSXR1000 K2 | 96  | Harry van Beek       | 9               |

| Leyenda             | Leyenda |
| ------------------- | ------- |
| Piloto Titular      |         |
| Piloto Invitado     |         |
| Piloto de reemplazo |         |

## Calendario y resultados
| Ronda | Ronda | Circuito             | Fecha        | Superpole      | Vuelta Rápida  | Piloto Ganador | Equipo Ganador              |
| ----- | ----- | -------------------- | ------------ | -------------- | -------------- | -------------- | --------------------------- |
| 1     | R1    | Losail               | 25 February  | Troy Bayliss   | Lorenzo Lanzi  | James Toseland | Winston Ten Kate Honda      |
| 1     | R2    | Losail               | 25 February  | Troy Bayliss   | Noriyuki Haga  | Troy Corser    | Alstare Suzuki Corona Extra |
| 2     | R1    | Phillip Island       | 5 March      | Troy Bayliss   | Troy Bayliss   | Troy Corser    | Alstare Suzuki Corona Extra |
| 2     | R2    | Phillip Island       | 5 March      | Troy Bayliss   | Troy Bayliss   | Troy Bayliss   | Ducati Xerox                |
| 3     | R1    | Valencia             | 23 April     | Troy Corser    | Troy Corser    | Troy Bayliss   | Ducati Xerox                |
| 3     | R2    | Valencia             | 23 April     | Troy Corser    | Troy Corser    | Troy Bayliss   | Ducati Xerox                |
| 4     | R1    | Monza                | 7 May        | Troy Corser    | Alex Barros    | Troy Bayliss   | Ducati Xerox                |
| 4     | R2    | Monza                | 7 May        | Troy Corser    | Troy Bayliss   | Troy Bayliss   | Ducati Xerox                |
| 5     | R1    | Silverstone          | 28 May       | Tommy Hill     | Rubén Xaus     | Troy Bayliss   | Ducati Xerox                |
| 5     | R2    | Silverstone          | 28 May       | Tommy Hill     | Troy Bayliss   | Troy Bayliss   | Ducati Xerox                |
| 6     | R1    | Misano               | 25 June      | James Toseland | Troy Bayliss   | Troy Bayliss   | Ducati Xerox                |
| 6     | R2    | Misano               | 25 June      | James Toseland | Andrew Pitt    | Andrew Pitt    | Yamaha Motor Italia WSB     |
| 7     | R1    | Brno                 | 23 July      | Noriyuki Haga  | Yukio Kagayama | Yukio Kagayama | Alstare Suzuki Corona Extra |
| 7     | R2    | Brno                 | 23 July      | Noriyuki Haga  | Noriyuki Haga  | Yukio Kagayama | Alstare Suzuki Corona Extra |
| 8     | R1    | Brands Hatch         | 6 August     | Troy Bayliss   | James Toseland | Troy Bayliss   | Ducati Xerox                |
| 8     | R2    | Brands Hatch         | 6 August     | Troy Bayliss   | Troy Bayliss   | Noriyuki Haga  | Yamaha Motor Italia WSB     |
| 9     | R1    | Assen                | 3 September  | Troy Corser    | Rubén Xaus     | Chris Walker   | PSG-1 Kawasaki Corse        |
| 9     | R2    | Assen                | 3 September  | Troy Corser    | Troy Bayliss   | Troy Bayliss   | Ducati Xerox                |
| 10    | R1    | EuroSpeedway Lausitz | 10 September | Troy Bayliss   | Troy Bayliss   | Yukio Kagayama | Alstare Suzuki Corona Extra |
| 10    | R2    | EuroSpeedway Lausitz | 10 September | Troy Bayliss   | Yukio Kagayama | James Toseland | Winston Ten Kate Honda      |
| 11    | R1    | Imola                | 1 October    | Troy Bayliss   | Alex Barros    | Alex Barros    | Klaffi Honda                |
| 11    | R2    | Imola                | 1 October    | Troy Bayliss   | Troy Bayliss   | Troy Bayliss   | Ducati Xerox                |
| 12    | R1    | Magny-Cours          | 8 October    | Troy Corser    | Noriyuki Haga  | James Toseland | Winston Ten Kate Honda      |
| 12    | R2    | Magny-Cours          | 8 October    | Troy Corser    | Troy Bayliss   | Troy Bayliss   | Ducati Xerox                |

## Estadísticas

### Clasificación de pilotos
| 1    | Troy Bayliss        | Ducati   | 2   | 2   | 6   | 1   | 1   | 1   | 1   | 1   | 1   | 1   | 1   | 12  | Ret | 8   | 1   | 2   | Ret | 1   | 7   | 3   | 5   | 1   | 4   | 1   | 431 |
| 2    | James Toseland      | Honda    | 1   | 4   | 3   | 2   | 9   | 11  | Ret | 5   | 3   | 3   | 2   | 8   | 2   | 5   | 2   | 5   | 10  | 9   | 9   | 1   | 2   | 5   | 1   | 3   | 336 |
| 3    | Noriyuki Haga       | Yamaha   | Ret | 3   | 4   | 4   | 5   | 5   | 4   | 3   | 2   | 2   | 5   | 3   | 4   | 3   | 3   | 1   | Ret | Ret | 2   | 2   | 4   | 6   | 2   | 4   | 326 |
| 4    | Troy Corser         | Suzuki   | 4   | 1   | 1   | Ret | 2   | 2   | 3   | 2   | Ret | 6   | Ret | Ret | 5   | 4   | 6   | 6   | Ret | Ret | 3   | 14  | Ret | 9   | 3   | 2   | 254 |
| 5    | Andrew Pitt         | Yamaha   | 3   | 5   | 9   | 5   | 10  | 9   | 5   | 6   | 5   | 4   | 16  | 1   | Ret | Ret | 4   | 3   | 2   | 2   | 4   | Ret | 3   | 4   | 18  | 5   | 250 |
| 6    | Alex Barros         | Honda    | 6   | 7   | 2   | 3   | 11  | 14  | 2   | 4   | 9   | 5   | 4   | 2   | Ret | 11  | 8   | 9   | Ret | 7   | 5   | Ret | 1   | 2   | 7   | 10  | 246 |
| 7    | Yukio Kagayama      | Suzuki   | Ret | Ret | 12  | 6   | 6   | Ret | Ret | Ret | 14  | 13  | 3   | 5   | 1   | 1   | 5   | 7   | Ret | 4   | 1   | 4   | Ret | 3   | 5   | 9   | 211 |
| 8    | Lorenzo Lanzi       | Ducati   | Ret | 6   | 11  | Ret | 3   | 3   | 9   | 11  | 13  | 16  | 7   | 7   | Ret | 9   | 12  | 11  | 7   | 6   | 8   | 6   | 6   | 7   | 8   | 7   | 169 |
| 9    | Chris Walker        | Kawasaki | Ret | 16  | 10  | 10  | 23  | 7   | 11  | 9   | 6   | 8   | Ret | 4   | 7   | 10  | 7   | 8   | 1   | 14  | 11  | 10  | 12  | 14  | 6   | 8   | 158 |
| 10   | Fonsi Nieto         | Kawasaki | Ret | 12  | 8   | 9   | Ret | 6   | Ret | 8   | 11  | 10  | 8   | 11  | 6   | 6   | 14  | Ret | 4   | 3   | 10  | 7   | 7   | 13  | Ret | Ret | 139 |
| 11   | Michel Fabrizio     | Honda    | 5   | 8   | 15  | 11  | 13  | 10  | Ret | 14  | Ret | 15  | Ret | 6   | 3   | 2   | Ret | 12  | 3   | 10  | Ret | 8   | Ret | Ret | 11  | 13  | 125 |
| 12   | Karl Muggeridge     | Honda    | 12  | 9   | Ret | Ret |     |     | 6   | 7   | 8   | 9   | 11  | 14  | 11  | 7   | Ret | Ret | 9   | 13  | 6   | 5   | 8   | 8   | Ret | 6   | 123 |
| 13   | Norifumi Abe        | Yamaha   | 11  | 11  | 17  | 12  | 4   | 4   | Ret | 16  | 10  | 11  | 10  | 13  | 9   | 12  | 13  | 13  | 5   | Ret | 16  | 11  | 9   | 11  | 13  | 12  | 112 |
| 14   | Rubén Xaus          | Ducati   | 15  | 10  | 7   | 8   | 7   | Ret | Ret | 15  | 4   | 7   | 9   | 9   | Ret | 14  | 10  | 10  | Ret | 5   | 15  | 9   | Ret | Ret | WD  | WD  | 103 |
| 15   | Régis Laconi        | Kawasaki | 13  | Ret | 13  | 16  | 8   | 8   | 7   | Ret | 7   | 14  | 6   | 19  | Ret | 16  | 9   | 4   | Ret | 8   | 12  | 19  | 10  | 10  | 9   | 18  | 103 |
| 16   | Roberto Rolfo       | Ducati   | 7   | 13  | 5   | 7   | Ret | 16  | 8   | 10  | 17  | 19  | 15  | 15  | 12  | 17  | 18  | 18  | 8   | 12  | Ret | 17  | 14  | 15  | 14  | 17  | 69  |
| 17   | Shinichi Nakatomi   | Yamaha   | 16  | 17  | Ret | 19  | 12  | 12  | 10  | 12  | DNS | DNS | Ret | 18  | 8   | 13  | 19  | 17  | 13  | Ret | 17  | 15  | 11  | 12  | 10  | Ret | 48  |
| 18   | Max Neukirchner     | Ducati   | 10  | Ret | 18  | 13  | Ret | 18  | Ret | Ret | 16  | Ret | DNS | DNS |     |     |     |     |     |     |     |     |     |     |     |     | 28  |
| 18   | Max Neukirchner     | Suzuki   |     |     |     |     |     |     |     |     |     |     |     |     |     |     |     |     | 6   | Ret | 13  | Ret | Ret | Ret | 12  | 14  | 28  |
| 19   | Sébastien Gimbert   | Yamaha   | 14  | 15  | Ret | 20  |     |     | 12  | Ret | Ret | Ret | 12  | Ret | 13  | 15  | 15  | 14  | Ret | DNS |     |     | Ret | Ret | Ret | 11  | 23  |
| 20   | Fabien Foret        | Suzuki   | Ret | Ret | Ret | 18  | 15  | 13  | 13  | 13  | Ret | Ret | 13  | 10  | Ret | 20  |     |     |     |     |     |     |     |     |     |     | 19  |
| 21   | Steve Martin        | Petronas | 18  | 18  | 14  | 15  | Ret | 15  | Ret | Ret | Ret | Ret | Ret | 17  | Ret | 19  | 17  | 16  | 12  | 11  | 14  | 12  | Ret | 16  | Ret | Ret | 19  |
| 22   | Pierfrancesco Chili | Honda    | 8   | Ret | 16  | 14  |     |     |     |     |     |     | 20  | Ret | 10  | Ret | Ret | Ret | Ret | Ret | Ret | Ret | 16  | 18  | Ret | 15  | 17  |
| 23   | Tommy Hill          | Yamaha   |     |     |     |     |     |     |     |     | 12  | 12  |     |     |     |     | 11  | Ret |     |     |     |     |     |     |     |     | 13  |
| 24   | Ivan Clementi       | Ducati   | Ret | 19  | 19  | 17  | Ret | Ret | 15  | Ret | Ret | Ret | 17  | 20  | 15  | Ret | 21  | Ret | 11  | 16  | Ret | 18  | 13  | Ret | Ret | Ret | 10  |
| 25   | Marco Borciani      | Ducati   | 9   | 14  | Ret | Ret | 17  | 17  | Ret | 21  | DNS | DNS | Ret | Ret | 16  | Ret | Ret | Ret | Ret | Ret | Ret | DNS | Ret | Ret |     |     | 9   |
| 26   | Vittorio Iannuzzo   | Suzuki   | 17  | Ret | Ret | Ret | 16  | 26  | Ret | 17  | 18  | Ret | 14  | 16  | 14  | 18  | 16  | 15  | 15  | Ret | Ret | 16  | Ret | Ret |     |     | 6   |
| 26   | Vittorio Iannuzzo   | Ducati   |     |     |     |     |     |     |     |     |     |     |     |     |     |     |     |     |     |     |     |     |     |     | 16  | Ret | 6   |
| 27   | Craig Jones         | Petronas | Ret | Ret | Ret | 21  | 22  | 25  | Ret | Ret | Ret | DNS | 21  | 21  | 17  | 21  | Ret | Ret | Ret | Ret | 18  | 13  | 17  | Ret | 17  | Ret | 3   |
| 28   | Josh Brookes        | Kawasaki |     |     |     |     |     |     |     |     | Ret | 18  | 18  | Ret | 18  | Ret | 20  | Ret | Ret | 15  | 20  | 23  | 15  | 17  | 15  | 16  | 3   |
| 29   | Harry Van Beek      | Suzuki   |     |     |     |     |     |     |     |     |     |     |     |     |     |     |     |     | 14  | Ret |     |     |     |     |     |     | 2   |
| 30   | Lorenzo Alfonsi     | Yamaha   |     |     |     |     | Ret | Ret |     |     |     |     |     |     |     |     |     |     |     |     |     |     |     |     |     |     | 2   |
| 30   | Lorenzo Alfonsi     | Ducati   |     |     |     |     |     |     | 14  | 19  |     |     | 22  | Ret |     |     |     |     |     |     |     |     |     |     |     |     | 2   |
| 31   | José David De Gea   | Honda    |     |     |     |     | 14  | 19  |     |     |     |     |     |     |     |     |     |     |     |     |     |     |     |     |     |     | 2   |
| 32   | Gianluca Nannelli   | Honda    |     |     |     |     | Ret | 23  | Ret | 25  | 15  | 17  | Ret | Ret |     |     |     |     |     |     |     |     |     |     |     |     | 1   |
| Pos. | Piloto              | Moto     | QAT | QAT | AUS | AUS | ESP | ESP | ITA | ITA | EUR | EUR | SMR | SMR | CZE | CZE | GBR | GBR | NED | NED | GER | GER | ITA | ITA | FRA | FRA | Pts |

| Color     | Resultado                                                               |
| --------- | ----------------------------------------------------------------------- |
| Oro       | Ganador                                                                 |
| Plata     | 2.ª plaza                                                               |
| Bronce    | 3.ª plaza                                                               |
| Verde     | Finalizó en los puntos                                                  |
| Azul      | Finalizó sin puntos                                                     |
| Azul      | NC - No clasificado                                                     |
| Violeta   | Ret - No terminó (Carrera)                                              |
| Rojo      | DNQ - No se clasificó                                                   |
| Negro     | DSQ - Descalificado                                                     |
| Blanco    | DNS - No empezó (carrera)                                               |
| Blanco    | WD - Retirado (fin de semana)                                           |
| Blanco    | C - Carrera cancelada                                                   |
| Sin color | DNP - Inscrito pero no participó                                        |
| Sin color | INJ - Lesionado                                                         |
| Sin color | EX - Excluido                                                           |
| Estado    | Resultado                                                               |
| Negrita   | Pole position                                                           |
| Cursiva   | Vuelta rápida                                                           |
| †         | Abandona, pero clasifica al completar el porcentaje requerido para ello |

### Clasificación de constructores
| 1    | Ducati      | 2   | 2   | 5   | 1   | 1   | 1   | 1   | 1   | 1   | 1   | 1   | 7   | 12  | 8   | 1   | 2   | 7   | 1   | 7   | 3   | 5   | 1   | 4   | 1   | 450 |
| 2    | Honda       | 1   | 4   | 2   | 2   | 9   | 10  | 2   | 4   | 3   | 3   | 2   | 2   | 2   | 2   | 2   | 5   | 3   | 7   | 5   | 1   | 1   | 2   | 1   | 3   | 414 |
| 3    | Yamaha      | 3   | 3   | 4   | 4   | 4   | 4   | 4   | 3   | 2   | 2   | 5   | 1   | 4   | 3   | 3   | 1   | 2   | 2   | 2   | 2   | 3   | 4   | 2   | 4   | 401 |
| 4    | Suzuki      | 4   | 1   | 1   | 6   | 2   | 2   | 3   | 2   | 14  | 6   | 3   | 5   | 1   | 1   | 5   | 6   | 6   | 4   | 1   | 4   | Ret | 3   | 3   | 2   | 372 |
| 5    | Kawasaki    | 13  | 12  | 8   | 9   | 8   | 6   | 7   | 8   | 6   | 8   | 6   | 4   | 6   | 6   | 7   | 4   | 1   | 3   | 10  | 7   | 7   | 10  | 6   | 8   | 229 |
| 6    | Petronas    | 18  | 18  | 14  | 15  | 22  | 15  | Ret | Ret | Ret | Ret | 21  | 17  | 17  | 19  | 17  | 16  | 12  | 11  | 14  | 12  | 17  | 16  | 17  | Ret | 19  |
| Pos. | Constructor | QAT | QAT | AUS | AUS | ESP | ESP | ITA | ITA | EUR | EUR | SMR | SMR | CZE | CZE | GBR | GBR | NED | NED | GER | GER | ITA | ITA | FRA | FRA | Pts |